# 埼玉県道350号南飯能線
埼玉県道350号南飯能線（さいたまけんどう350ごう みなみはんのうせん）は、埼玉県飯能市内を通過する一般県道である。

## 概要
飯能市原市場地区の大字南から飯能市街地郊外の県道青梅飯能線交点（日高・青梅方面）を結ぶ県道。小瀬戸交差点から終点までは県道飯能下名栗線との重複指定であるため、実態としては大字南と大字小瀬戸を結ぶ路線である。
飯能市大字南はかつては秩父郡（のちに入間郡）吾野村に所属していたが現在は原市場地区（旧原市場村）に属する地域である。沿線には南・小瀬戸のほかに途中中藤上郷・中郷・下郷の各集落があり、周辺地域の重要な生活道路である。路線バスは国際興業バスの飯04/05系統が飯能駅から乗り入れ、飯04系統は県道の起点である中沢まで、飯05系統は途中の中藤（青石橋）まで運転される。

### 路線データ
- 総延長：12.1km[1]
- 実延長：7.1km[1]
- 起点：埼玉県飯能市大字南
- 終点：埼玉県飯能市大字飯能（埼玉県道28号青梅飯能線交点）

## 路線状況

### 交通量
24時間自動車類交通量（台/日）
- 7,609（推定値）

### 重複区間
- 埼玉県道70号飯能下名栗線（飯能市大字小瀬戸-大字飯能間）

## 地理

### 通過する自治体
- 埼玉県
  - 飯能市

### 交差する道路
| 交差する道路                                                  | 交差する道路             | 交差点名 | 交差点名         | 起点から (km) |
| ------------------------------------------------------------- | ------------------------ | -------- | ---------------- | ------------- |
| 中沢自治会館方面                                              |                          |          |                  |               |
| -（屈折）                                                     | 埼玉県道70号飯能下名栗線 | 飯能市   | 小瀬戸           | 7.1           |
| （永田台方面市道）                                            |                          | 飯能市   | （大字永田地内） |               |
|                                                               |                          | 飯能市   | 本郷             |               |
| -                                                             | 埼玉県道28号青梅飯能線   | 飯能市   | （大字飯能地内） | 12.1          |
| 埼玉県道28号青梅飯能線・埼玉県道70号飯能下名栗線 飯能市街方面 |                          |          |                  |               |

## ギャラリー

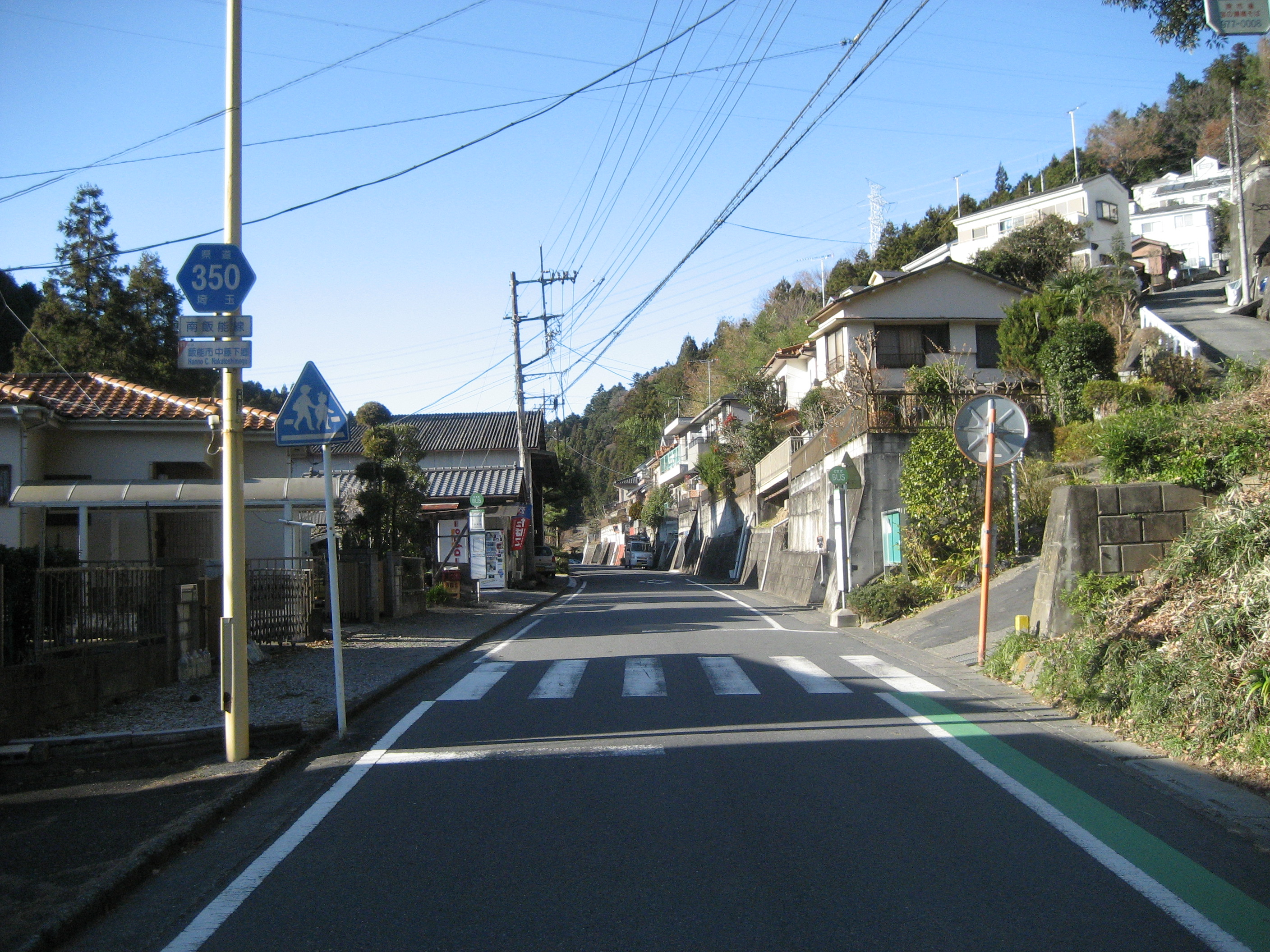
飯能市中藤下郷付近（2011年12月）
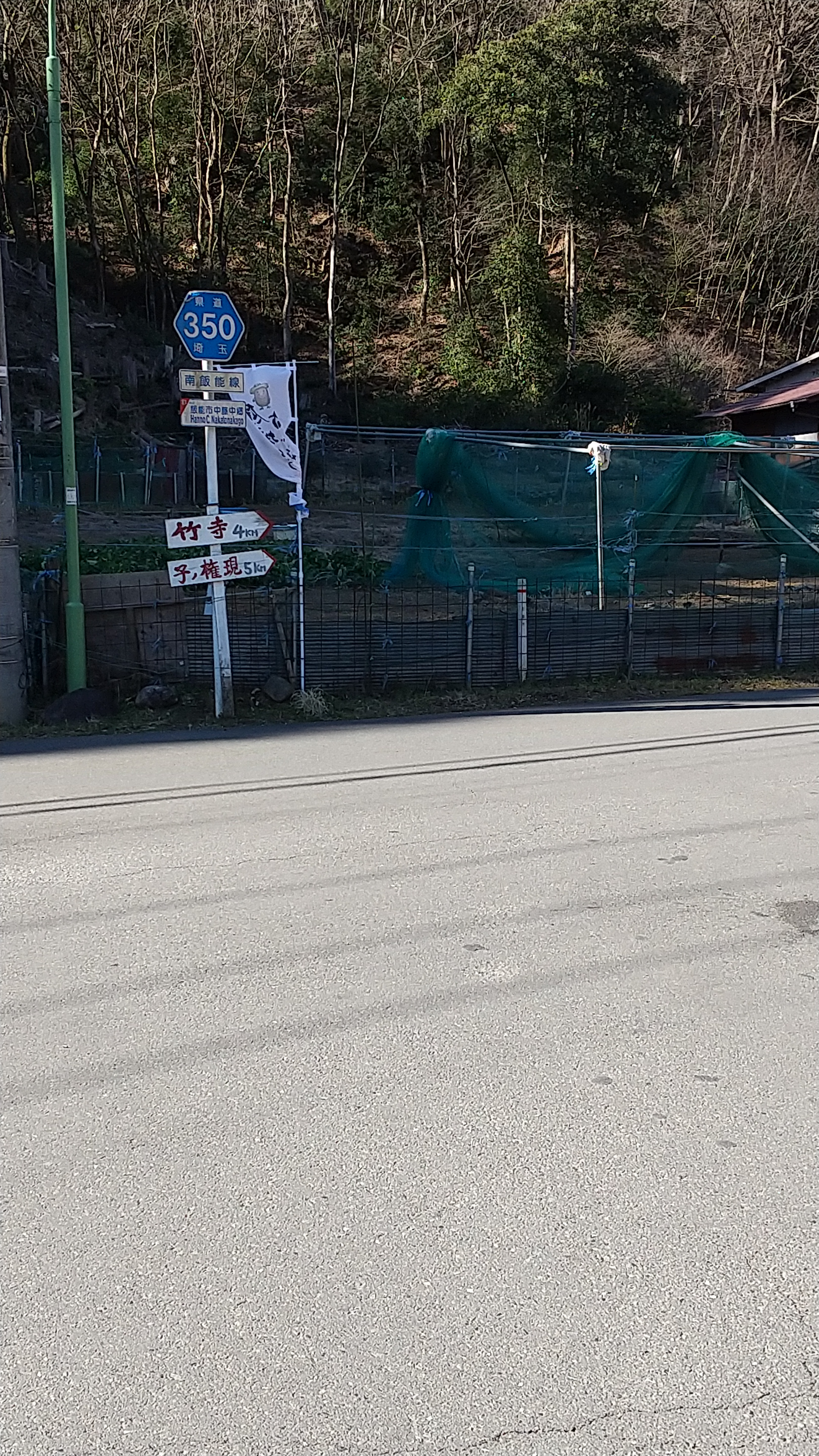
飯能市中藤中郷付近（2020年2月）
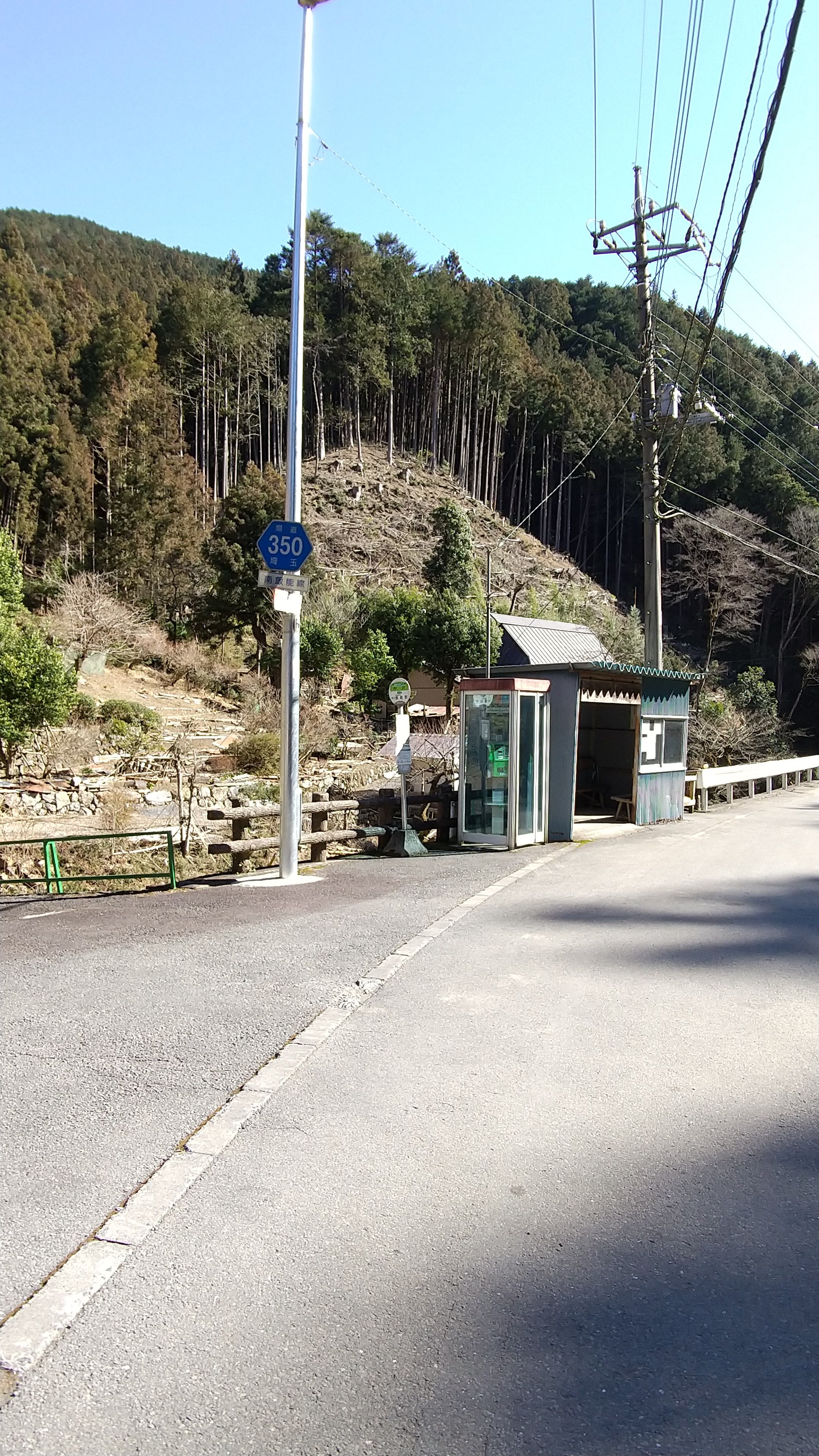
飯能市南付近（2020年2月）